# U.S. Route 163
U.S. Route 163 of U.S. Highway 163 is een 103 km lange U.S. Highway die loopt tussen Bluff, Utah en Kayenta, Arizona. De weg loopt door het hart van Monument Valley en is verschenen in een verscheidene films en advertenties. De zuidelijkste 73 km, tussen Kayenta en Mexican Hat, doorkruist het indianenreservaat van de Navajo.

## Traject

### Arizona
De zuidelijke terminus van de U.S. 163 bevindt zich bij het knooppunt met de U.S. 160 in de plaats Kayenta in het reservaat van de Navajo. Ten zuiden van dit knooppunt loopt de weg verder door als de BIA 591, beheerd door het Bureau of Indian Affairs. Vanaf zijn startpunt loopt de U.S. 163 in noordelijke richting door het dorpscentrum. Eenmaal het dorp gepasseerd maakt de weg een bocht in noordoostelijke richting alvorens als snel terug zijn oorspronkelijke koers richting noorden te hervatten. Zo'n 9 km ten noorden van Kayenta maakt de weg opnieuw een S-bocht waarna hij verder loopt in noordoostelijke richting. Ter hoogte van Monument Valley steekt de weg de grens met de staat Utah over. De laatste 29 km tot aan de staatsgrens is erkend als een scenic route door de staat Arizona.

### Utah
Net voorbij de staatsgrens bevindt zich de kruising met de BIA 42 die fungeert als de toegangsweg voor het bezoekerscentrum van Monument Valley. De U.S. 163 vervolgt zijn noordoostelijke koers tot in de plaats Mexican Hat, waar hij het grondgebied van de Navajo verlaat bij het oversteken van de San Juan. Vanuit Mexican Hat loopt de weg verder oostwaarts tot aan zijn noordelijke eindpunt bij de plaats Bluff. Het volledige traject van Highway 163 in de staat Utah staat geklasseerd als scenic byway.

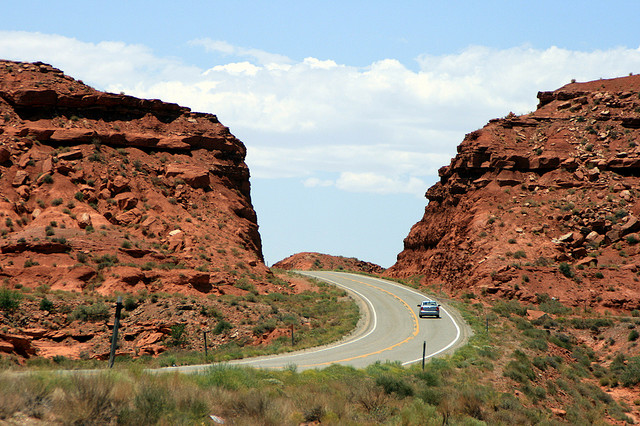
Rotsformaties op het pad van Highway 163

1 ·
2 ·
3 ·
4 ·
5 ·
6 ·
7 ·
8 ·
9 ·
10 ·
11 ·
12 ·
13 ·
14 ·
15 ·
16 ·
17 ·
18 ·
19 ·
20 ·
21 ·
22 ·
23 ·
24 ·
25 ·
26 ·
27 ·
28 ·
29 ·
30 ·
31 ·
32 ·
33 ·
34 ·
35 ·
36 ·
37 ·
38 ·
39 ·
40 ·
41 ·
42 ·
43 ·
44 ·
45 ·
46 ·
48 ·
49 ·
50 ·
51 ·
52 ·
53 ·
54 ·
55 ·
56 ·
57 ·
58 ·
59 ·
60 ·
61 ·
62 ·
63 ·
64 ·
65 ·
66 ·
67 ·
68 ·
69 ·
70 ·
71 ·
72 ·
73 ·
74 ·
75 ·
76 ·
77 ·
78 ·
79 ·
80 ·
81 ·
82 ·
83 ·
84 ·
85 ·
87 ·
89 ·
90 ·
91 ·
92 ·
93 ·
94 ·
95 ·
96 ·
97 ·
98 ·
99 ·
101 ·
131 ·
163 ·
199 ·
340 ·
400 ·
412 ·
425